# كلية القدس الجامعية
كلية القدس الجامعية (بالإنجليزية: Jerusalem University College)‏ (يُشار إليها اختصارًا: JUC) وكانت تُعرف سابقًا باسم المعهد الأمريكي لدراسات الأراضي المقدسة (بالإنجليزية: American Institute of Holy Land Studies)‏؛ مؤسسة أكاديمية مستقلة للطلاب الجامعيين والخريجين في إسرائيل، تأسست في عام 1957.، يستخدمها اتحاد يضم أكثر من 70 كلية لاهوتية في أمريكا الشمالية وكليات وجامعات مسيحية، إضافة إلى مدارس من أفريقيا وآسيا وأستراليا. كما يحضر الطلاب من المدارس غير الكونسورتيوم، بما في ذلك الجامعات المسيحية والعلمانية الذين يستوفون شروط القبول.

## البرامج
لدى الكلية برنامج دراسات عليا مستقل لمدة عامين يمنح درجات الماجستير في الآداب وفي تاريخ الكتاب المقدس والجغرافيا، واللغات العبرية والثقافات والأديان في الشرق الأوسط، وجذور المسيحية العبرية. بالنسبة لطلاب الكونسورتيوم فإن الكلية تقدم فصلًا دراسيًا أو جامعيًا أو سنة دارسة في الخارج، إضافة إلى دورات أقصر لمدة أسبوعين وثلاثة أسابيع.

## المنهاج الدراسي
يتم تدريس المناهج الدراسية للكلية من قبل المعلمين من أوسط سياسية ودينية ولكنها تقع على نطاق واسع «في إطار الفكر المسيحي الإنجيلي المحافظ كما تمثله المدارس الأعضاء في الكونسورتيوم»
تتضمن هذه المناهج مجموعة واسعة من التقاليد البروتستانتية. تم اعتماد الكلية من قبل الجمعية اللاهوتية الآسيوية (ATA) وهي شركة تابعة دولية لمجلس الكليات والجامعات المسيحية.

## التاريخ
يقع الحرم الجامعي على جبل صهيون وهو تلة تقع في جنوب - غرب مدينة القدس القديمة بالقرب من بوابة يافا. كانت أراضي حرم الكلية سابقا مدرسة الأسقف غوبات التي تأسست عام 1847 من قبل صموئيل غوبات.

## الاعتماد الأكاديمي
وفقًا لموقع الكلية الإلكتروني، اعتُمدت اثنتان من برامج الماجستير في كلية القدس الجامعية من قبل جمعية اللاهوت الآسيوية في أعوام 2003 و 2008 و 2013. واعتُرف بالكلية بوصفها منظمة 501 (c)، وأصبحت مُسجلة في ولاية إلينوي في الولايات المتحدة الأمريكية، بيد أنها غير معتمدة من قبل أي وكالة اعتماد أمريكية.   

## روابط خارجية
- الصفحة الرئيسية